# Uganda Airlines (1976–2001)
Uganda Airlines - упразднённая национальная авиакомпания Уганды со штаб-квартирой в Энтеббе.
Авиакомпания была создана в мае 1976 года и начала свою деятельность в 1977 году.
Авиакомпания была закрыта в 2001 году  правительством Уганды.
В настоящее время правительством Уганды обсуждается вопрос возрождения компании.

## История
Uganda Airlines была основана в 1976 году как национальный перевозчик республики Уганда  и  начала свою деятельность в 1977 году.
К 1990 году флот компании включал в себя один Boeing 707-320C, два Fokker F27-600 и по одному Lockheed L-100-30, Twin Otter, BN Trislander.
По договору правительств Уганды и Танзании в 1994 году две авиакомпании Air Tanzania и Uganda Airlines были объединены. Но два перевозчика приносили прибыли меньше, чем ожидалось - это и побудило в 2001 году правительство Уганды закрыть авиакомпанию.

## Возобновление деятельности
В 2018 году правительство Уганды приняло решение возобновить деятельность авиакомпании, однако из-за разногласий учредителей дело застопорилось и 2 готовых борта Bombardier CRJ#CRJ 900 не были переданы в авиакомпанию  . Дело сдвинулось только в апреле 2019 года , когда авиакомпания получила в Канаде 2 новых самолёта с регистрационными номерами 5X-KOB и 5X-EQU